# Млади мутанти нинџа корњаче (ТВ серија из 2012, 4. сезона)
Четврта сезона анимиране серије Млади мутанти нинџа корњаче из 2012. је премијерно приказивана на Никелодиону 25. октобра 2015. године. Дана 17. јуна 2014, Никелодион је најавио четврту сезону серије. Ово је једина сезона серије чије је дводелно финале емитовано у различитим недељама. У Србији је четврта сезона је премијерно емитована од 15. маја 2016. до 11. јуна 2017. године на Никелодион, а касније и на Б92 телевизији.

## Радња
Након уништења Земље, киборг по имену Фугитоид спаашава Корњаче, Ејприл и Кејсија. Користи своји свемирски брод како би се вратили вријеме шест месеци раније како би спречил Трицератоне да унише Земљу и цара Трицератона, Занморана, да сакупи сва три дела Генератора црне рупе, оружја које може да уништи било шта. У једној авантури, на планети древних Аеона, Ејприл добиажја магични кристал (која садржи саму срж моћи и самог живота), који јој помаже у даљем развијању њених психичких способности. Поред борбе са Трицератонима, Корњаче се такође суочавају са новим непријатељима у свемиру као што су: Лорд Дрег са планете Сектоид 1, Армагона, али су добили и нове пријатеље: Саламандријанце Мона Лису и Сал Командера, Утроме, краљицу Хидрилу... Чак су и имали и авантуру са својим дводимензионалним верзијама (корњачама из серије из 1987.) и њиховим непријатељем Крангом (такође из 1997.) који је прогнан рођак Кранга До Првог. Упркос отпорима које су прижале корњаче, Трицератони и даље успевају да сакупе сва три дела Генератора црне рупе. Корњаче се враћају на Земљу и удружују са својим снагама из прошлошћу. Када су се вратили на земљу, корњаче су упозорили Сплинтера на на Шредеров план да га убије. Корњаче и њихови пријатељи успевају да зауставе Генератор црне рупе и Трицератоне. Фугитоид уништава Генератор црне рупе у близини флоте Трицератона, изазивајући експлозију, која је убила Трицератоне. После борбе са Трицератонима, прошле верзије Корњача, Ејприл и Кејсија напуштају Земљу са Фугитоидом из прошлости и одлазе у авантуру у свемир. 
Неколико недеља након нападу Трицератона, Ејприл постаје Кунуичи, женски нинџа. Патролирајући градом, корњаче и Ејприл наилазе на Шинигами за коју касније откривају да је Караина пријатељица из Јапана. Караи заједно са Шинигами планира да обнови Клан Стопала, али добар који је пријатељски настројан према Хамато Клану. Њен план је такође и да уништи сву Шредерову имовину, па и самог Шредера. Док Караи и Шинигами уништавају неке од Шредерових имовина, Клан Стопала јача војску стварајући Елитна Робостопала, која су много јача од стопалоботова. Поред тога, неке друге криминалне организације планирају да преузму територију Клана Стопала, а Ејприлин кристал (коју је добила од древне расе ванземаљаца познатих као Аеони) почиње да врши прилично негативан утицај на њу. Међутим, она на крају успева да превазиђе своју огромну мистичку моћ и разбије кристал. Након уништења њеног кристала, моћи су јој постале знатно јаче у односу на оне које је имала пре него то је добила кристал. Користећи мутаген, Ороку Саки се опоравља и постаје Супер Шредер. Са својом новом снагом супер Шредер креће у напад, да би преузео контролу над Караиним Кланом Стоала, завршио Сплинтер и корњаче, па чак је отишао довољно далеко да убризгава још нестабилнији мутагене у себе. Завршава своје планове убијање Сплинтера тако што га убоде и баци са зграде. Затим га Ејприл баца са зграде својим моћима, али он ипак остаје жив. Корњаче, Ејприл и Кејси одлучују да једном за свагда окончају дуги рат између два клана. Након много препрека, корњаче се суочавају са Супер Шредером, а Леонардо га на крају убија. 

## Ликови
| Лик                       | Улога              | Појављивања | Појављивања | Епизоде  | Епизоде  |          |
| Лик                       | Улога              | Е1-14       | Е15-26      | Е1-14    | Е15-26   |          |
| ------------------------- | ------------------ | ----------- | ----------- | -------- | -------- | -------- |
| Леонардо (Лео)            | Милош Дашић        | 14 епизода  | 12 епизода  | Главни   | Главни   |          |
| Донатело (Дони)           | Никола Булатовић   | 14 епизода  | 12 епизода  | Главни   | Главни   |          |
| Микеланђело (Мајки)       | Стеван Пиале       | 14 епизода  | 12 епизода  | Главни   | Главни   |          |
| Рафаел/о (Раф)            | Милан Антонић      | 14 епизода  | 12 епизода  | Главни   | Главни   |          |
| Ејприл О'Нил              | Сања Петровић      | 14 епизода  | 10 епизода  | Главни   | Главни   |          |
| Кејси Џонс                | Лако Николић       | 14 епизода  | 9 епизода   | Главни   | Главни   |          |
| Зејтон Ханикат / Фугитоид | Немања Живковић    | 14 епизода  |             | Главни   |          |          |
| Сплинтер                  | Марко Јањић        | 1 епизода   | 10 епизода  | Епизодни | Главни   |          |
| Шредер                    | Никола Немешевић   | 1 епизода   | 7 епизода   | Епизодни | Главни   |          |
| Тигрова Канџа             | Милан Тубић        | 1 епизода   | 7 епизода   | Епизодни | Споредни |          |
| Бибоп                     | Предраг Дамњановић | 1 епизода   | 7 епизода   | Епизодни | Споредни |          |
| Караи                     | Ана Мандић         |             | 7 епизода   |          | Споредни |          |
| Рокстеди                  | Бојан Хлишћ        |             | 7 епизода   |          | Споредни |          |
| Рибоглави                 | Милан Тубић        |             | 7 епизода   |          | Споредни |          |
| Стокмен Мува              | Марко Марковић     |             | 6 епизода   |          | Споредни |          |
| Шинигами                  |                    |             | 6 епизода   |          | Споредни |          |
| Мозар                     |                    | 6 епизода   |             | Споредни |          |          |
| Лорд Вримигат Дрег        | Бојан Хлишћ        | 5 епизода   |             | Споредни |          |          |
| Разар                     |                    | 1 епизода   | 4 епизоде   | Епизодни | Споредни |          |
| Грицко Пикасо             | без дијалога       | 1 епизода   | 4 епизоде   | Епизодни | Споредни |          |
| Слеш                      | Бојан Хлишћ        | 1 епизода   | 3 епизоде   | Епизодни | Споредни |          |
| Кожноглави                |                    | 1 епизода   | 3 епизоде   | Епизодни | Споредни |          |
| Доктор Роквел             | Лако Николић       | 1 епизода   | 3 епизоде   | Епизодни | Споредни |          |
| Мондо Геко                | Бранислав Јевтић   | 1 епизода   | 3 епизоде   | Епизодни | Споредни |          |
| Армагон                   |                    | 3 епизоде   |             | Споредни |          |          |
| Мона Лиса                 | Снежана Нешковић   | 3 епизоде   |             | Споредни |          |          |
| Сал Командер              | Марко Марковић     | 3 епизоде   |             | Споредни |          |          |
| Голуб Пит                 |                    | 1 епизода   | 2 епизоде   | Епизодни | Споредни |          |
| Ловац                     | Марко Марковић     | 2 епизоде   | 1 епизода   | Споредни | Епизодни |          |
| Кранг До Први (Скакач)    | Стеван Пиале       | 2 епизоде   |             | Споредни |          |          |
| Тока                      | без дијалога       | 1 епизода   | 1 епизода   | Епизодни | Епизодни |          |
| Краљица                   | Весна Паштровић    | 1 епизода   |             | Епизодни |          |          |
| Топ                       | Маријана Живановић | 1 епизода   |             | Епизодни |          |          |
| Пешак                     |                    | 1 епизода   |             | Епизодни |          |          |
| Занморан                  |                    | 1 епизода   |             | Епизодни |          |          |
| Зино                      |                    | 1 епизода   |             | Епизодни |          |          |
| Хидрила                   | Јована Чуровић     | 1 епизода   |             | Епизодни |          |          |
| Црв                       | Бранислав Јевтић   | 1 епизода   |             | Епизодни |          |          |
| Стомакбомба               |                    | 1 епизода   |             | Епизодни |          |          |
| Леонардо из 80-их         |                    | 1 епизода   |             | Епизодни |          |          |
| Донатело из 80-их         |                    | 1 епизода   |             | Епизодни |          |          |
| Микеланђело из 80-их      |                    | 1 епизода   |             | Епизодни |          |          |
| Рафаел/о из 80-их         |                    | 1 епизода   |             | Епизодни |          |          |
| Кранг из 80-их            |                    | 1 епизода   |             | Епизодни |          |          |
| Човек-Муљ                 |                    | 1 епизода   |             | Епизодни |          |          |
| Алопекс                   | Маријана Живановић |             | 1 епизода   |          | Епизодни |          |
| Матица                    |                    |             | 1 епизода   |          | Епизодни |          |
| Шраф                      |                    |             | 1 епизода   |          | Епизодни |          |
| За Нарон                  |                    |             | 1 епизода   |          | Епизодни |          |
| Генерал Грифин            | Бранислав Платиша  |             | 1 епизода   |          | Епизодни |          |
| Дон Визиосо               |                    |             | 1 епизода   |          | Епизодни |          |
| Кирби О' Нил              | без дијалога       |             | 1 епизода   |          | Позадина | Позадина |
| Доктор Кокошовски         | без дијалога       |             | 1 епизода   |          | Позадина | Позадина |

## Епизоде
| Бр. еп. (укупно) | Бр. еп. (у сезони) | Наслов                                                | Редитељ                | Сценариста              | Премијера           |               | Прод. код | Гледаност у САД (милиони) |
| --- | ------------------ | ----------------------------------------------------- | ---------------------- | ----------------------- | ------------------- | ------------- | --------- | ------------------------- |
| 79 | 1                  | Изнад познатог света Beyond the Known Universe        | Алан Ван               | Брендон Аоман           | 25. октобар 2015.   | 15. мај 2016. | 401       | 1.62                      |
| Након уништења Земље и Сплинтерове смрти; Корњаче, Ејприл и Кејси путују свемиром са киборгом по имену Фугитоид, који их је спасио од уништења. Враћају се Фугитоидовим свемирским бродом 4 месеца уназад, како би спречили Трицератоне (врсту ванземаљаца који личе на диносаурусе са људским особинама) да поново униште Земљу моћним оружје које се зове Генератор црне рупе. Успут на планети на којој праве паузу наилазе на владара планете Сектоид, Лорда Дрега, који им постаје нови непријатељ у свемиру. |                    |                                                       |                        |                         |                     |               |           |                           |
| 80 | 2                  | TBA The Moons of Thalos 3                             | Мајкл Ченг             | Џон Ширли               | 1. новембар 2015.   | TBA           | 402       | 1.66                      |
| Путујући унутар своје свемирске летелице, Корњачњ, Ејприл, Кејси и Фугитоид бивају погођени од стране Трицератона и падају на ледени месец. Док покушавају да побегну са леденог месеца, наилазе на двоје Саламандријанца, а Рафаел се зајубљује у саламандријанку којој даје надимак Мона Лиса. |                    |                                                       |                        |                         |                     |               |           |                           |
| 81 | 3                  | TBA The Weird World of Wyrm                           | Себастијан Монтес      | Рандолф Херд            | 8. новембар 2015.   | TBA           | 403       | 1.60                      |
| Приликом истраживања оштећеног свемирског брода, Корњаче, Ејприл, Кејси и Фугитоид проналазе хиперкутију у којој је заробљено створење по имену Црв, које им даје право да пожеле три жеље, не знајући да после тога Црв постаје слободан и може да ради шта год хоће. Међутим Кејси, за ког је Раф пожелео да буде паметнији, мудро искоришћава трећу жељу тако да никад нису пронашли ту кутију. |                    |                                                       |                        |                         |                     |               |           |                           |
| 82 | 4                  | TBA The Outlaw Armaggon!                              | Алан Ван               | Гавин Хињајт            | 15. новембар 2015.  | TBA           | 404       | 1.41                      |
| Лорд Дрег уналмљује ванземаљца Армагона који личи на ајкулу, како би уништио корњаче и Фугитоида. Међутим, ускоро се суочавају са још једном претњом у облику аутономног система вештачке интелигенције. |                    |                                                       |                        |                         |                     |               |           |                           |
| 83 | 5                  | TBA Riddle of the Ancient Aeons                       | Мајкл Ченг             | Брендон Аоман           | 10. јануар 2016.    | TBA           | 405       | 1.62                      |
| Корњаче, Фугитоид, Ејприл и Кејси морају путовати кроз храм древних ванземаљаца, Аеона, како би добили први део Генератор црне рупе пре Трицератона. |                    |                                                       |                        |                         |                     |               |           |                           |
| 84 | 6                  | TBA Journey to the Center of Mikey's Mind             | Себастијан Монтес      | Тод Кејси               | 17. јануар 2016.    | TBA           | 406       | 1.58                      |
| Када микроскопски ванземаљци нападну Мајкијев ум, Корњаче морају да их прогањају кроз чудан свет Мајкијеве подсвести (маште), уз помоћ Ејприлиних способности. |                    |                                                       |                        |                         |                     |               |           |                           |
| 85 | 7                  | TBA The Arena of Carnage                              | Алан Ван               | Питер Ди Цико           | 24. јануар 2016.    | TBA           | 407       | 1.58                      |
| Трицератони су ухватили корњаче и бацили их у борбену арену са Трицератонима. Њихова једина шанса да побегну је да се удруже са осуђеним издајником Трицератона по имену Зино.У међувремену Ејприл, Кејси и Фугитоид раде на плану ослобођења корњача. |                    |                                                       |                        |                         |                     |               |           |                           |
| 86 | 8                  | Битка за Димензију X The War for Dimension X          | Мајкл Ченг             | Кевин Берк и Крис Вајат | 31. јануар 2016.    | TBA           | 408       | 1.60                      |
| Корњаче морају да стекну поверење у Утромском већу (Краљици, Ловцу, Топу и Пешаку) како би им они дали локације друга два дела Генератора црне рупе. Поверење Утрома добијају тако што спашавају Краљицу од Крангова, и ослабађају Димензију X од Крангова. |                    |                                                       |                        |                         |                     |               |           |                           |
| 87 | 9                  | TBA The Cosmic Ocean                                  | Себастијан Монтес      | Марк Хенри              | 13. март 2016.      | TBA           | 409       | 1.52                      |
| Корњаче путују кроз космички океан Варуна на граници свемира, где се морају доказати краљици Хидрили да су вредни да добију други део Генератора црне рупе. |                    |                                                       |                        |                         |                     |               |           |                           |
| 88 | 10                 | Транс-димензионалне корњаче Trans-Dimensional Turtles | Алан Ван               | Брендон Аоман           | 27. март 2016.      | TBA           | 410       | 1.53                      |
| Корњаче прелазе у паралелни универзум, где се сусрећу са својим дводимензионалним верзијама којима је потребна помоћ. Потребна им је помоћ зато што су се Кранг из 80-их и Кранг До Први удружили да униште обе њихове димензије као и једнодимензионалну димензију. Корњаче проназе бомбе које би уништиле њихове светове, док Донатело и Донатело из 80-их одлазе у примитивни (једнодимензионални) универзум. |                    |                                                       |                        |                         |                     |               |           |                           |
| 89 | 11                 | TBA Revenge of the Triceratons                        | Мајкл Ченг и Бен Џоунс | Рандолф Херд            | 3. април 2016.      | TBA           | 411       | 1.45                      |
| Донатело се осећа веома паметно као и Фугитоид, али када их Трицератони нападају његова памет се ставља на пробу. |                    |                                                       |                        |                         |                     |               |           |                           |
| 90 | 12                 | TBA The Evil of Dregg                                 | Себастијан Монтес      | Гавин Хињајт            | 10. април 2016.     | TBA           | 412       | 1.70                      |
| Када Рафаел изгуби своју борбу након што га је Мона Лиса издала на планети Сектоид 1, он мора да превазиђе свја осећања како би спасио своју браћу од замке коју су направили Лорд Дрег и Армагон. |                    |                                                       |                        |                         |                     |               |           |                           |
| 91 | 13                 | Вечна ватра The Ever-Burning Fire                     | Алан Ван               | Џон Ширли               | 17. април 2016.     | TBA           | 413       | 1.40                      |
| Корњаче морају превазићи немогуће задатке од стране Трицератона и Лорд Дрега, како би добили последњи део Генератора црне рупе који се налази на планети направљеној од лаве. Ту планету чува велико створење Тока. На крају они губе сва три дела Генератора црне рупе, а Мозар их узима и открива им да ће их искористити на Земљи. |                    |                                                       |                        |                         |                     |               |           |                           |
| 92 | 14                 | TBA Earth's Last Stand                                | Мајкл Ченг и Бен Џоунс | Брендон Аоман           | 24. април 2016.     | TBA           | 414       | 1.64                      |
| Док екипа коначно стиже Земљу, Фугитоид открива страшну тајну о својој прошлости. Фугитоид открива да је он творац Срца таме. На крају епизоде, корњаче упозоравају Сплинтера о Шредеровој издаји, док Фугитоид лети својим свемирским бродом ка Трицератонском броду заједно са Срцем таме да би га уништио; уништавајући Трицератоне и себе с њим. Корњаче, Ејприл и Кејси почињу да плачу због Фугитоидвог жртвовања. Међутим, на крају епизоде, долази Фугитоид из будућности како би повео корњаче из прошлости у свемир, а праве корњаче остају на Земљи. |                    |                                                       |                        |                         |                     |               |           |                           |
| 93 | 15                 | TBA City at War                                       | Себастијан Монтес      | Брендон Аоман           | 14. август 2016.    | TBA           | 415       | 1.51                      |
| Неколико недеља након што су Трицератони заустављени, корњаче прославља Ејприлино проглашење за Кунуичи. Они сазнају да се Караи вратила и обећала је да ће вратити клан стопала и уништити штету коју је Шредер учинио клану уз помоћ њене старе пријатељице из Јапана по имену Шинигами. Откривено је да је Шреддер жив, али озбиљно повређен из претходне епизоде. Шредер сада користи мутаген који му је обезбедио Стокмен, како би убрзао његов опоравак и додатно повећао своју снагу. |                    |                                                       |                        |                         |                     |               |           |                           |
| 94 | 16                 | TBA Broken Foot                                       | Алан Ван               | Питер Ди Цико           | 21. август 2016.    | TBA           | 416       | 1.46                      |
| Када се Леонардо тајно повезује са Караи, која сада има своје нинџе стопала. Остале корњаче откривају та Лео смера, почињу да га прате и Донатело се случајно повређен од експлозије, и због тога Лео одустаје од помагања Караи. На крају Караи више не жели да уништава Шредерову имовину, већ самог Шредера. |                    |                                                       |                        |                         |                     |               |           |                           |
| 95 | 17                 | TBA The Insecta Trifecta                              | Мајкл Ченг и Бен Џоунс | Кевин Берк и Крис Вајат | 28. август 2016.    | TBA           | 417       | 1.40                      |
| Рфаел мора превазићи страх од инсеката како би помогао тиму док су присиљени да се боре против нових инсеката које је стборио Бакстер Стокмен. |                    |                                                       |                        |                         |                     |               |           |                           |
| 96 | 18                 | TBA Mutant Gangland                                   | Себастијан Монтес      | Тод Кејси               | 4. септембар 2016.  | TBA           | 418       | 1.21                      |
| Због Шредеровог одласка из града, Дон Визиосо жели да преузме град. Његови научници су изумели анти-мутантно оружје које је дизајнирано да онемогући корњачама и њиховим колегама мутантима да им се супроставе. Када су Мондо Геко и Дони отети, Лео, Мајки, Раф, Слеш, Кожноглави и Доктор Роквел праве план како да их спасе од Дон Визиоса. Међутим, они такође морају да се баве најснажнијим и најсмртоноснијим Дон Визијосовим помоћником. |                    |                                                       |                        |                         |                     |               |           |                           |
| 97 | 19                 | TBA Bat in the Belfry                                 | Алан Ван               | Еуген Сан               | 11. септембар 2016. | TBA           | 419       | 1.47                      |
| Дони експериментише са Ејприлиним кристалом који су јој дали древни ванземаљци Аеони. Дони га случајно надувава електричном енергијом што изазива изненадни осјећај и аутономију у кристалу. Међутим кристал оживљава ликове из Мајкијевог стрипа, Матицу и Шрафа, као и неке од зликоваца из стрипа. Мајки и Кејси се придружују патроли са херојима Матицом и Шрафом. Али, када кажу двојици суперхероја о чињеници да су измишљени ликови и показују им мистични кристал, Матица и Шраф се трансформишу у лудачке монструме. У међувремену, Донателло постаје непрестано забринут да Аеонски кристал постепено утиче на Ејприлину менталну стабилност. |                    |                                                       |                        |                         |                     |               |           |                           |
| 98 | 20                 | Супер Шредер The Super Shredder                       | Рие Кога               | Брендон Аоман           | 6. новембар 2016.   | TBA           | 420       | 1.47                      |
| По први пут, корњаче се сусрећу са нечим што не могу поразити - Супер шредером. Шредер постаје далеко јачи него икад. Вратио се у град да би уништио Сплинтера и Корњаче. Ухватио је Караи и изазива Сплинтера на дуел до смрти. У међувремену, корњаче и Ејприл морају да среде Тигрову Канџу, Разара и Рибоглавог. У међувремену у подземном граду, Сплинтер се бори са Супер Шредером. Како се Супер Шредер припрема за последњи ударац, Сплинтер се заједно са Супер Шредером баца у провалију, међутим Шредер успева да се задржи на површини док Сплинтер пада 1000 метара на само дно провалије. |                    |                                                       |                        |                         |                     |               |           |                           |
| 99 | 21                 | TBA Darkest Plight                                    | Себастијан Монтес      | Рандолф Херд            | 13. новембар 2016.  | TBA           | 421       | 1.26                      |
| Корњаче (заједно са Ејприл, Кејсијем и Караи) очајнички трагају за Сплинтером, јер су видели да је Супер Шредер преживио. Међутим Супер шредер је послао Бибопа и Рокстедија да провере да ли је Сплинтер зајста мртав. Дони, Мајки, Раф и Кејси одлазе у потрагу за Сплинтером не знајући да Бибоп и Рокстеди нису далеко. У међувремену Лео, Караи и Ејприл одлазе за Тигровом Канџом и Супер Шредером на површину. Лео је одвојен од Ејприл и Караи, долази у борбу са Супер Шредером. Срећом, Ејприл користи своје изузетно моћне телекинетичке способности против Супер Шредера и успева да спаси Караи од удара камиона који садржи сумпорну киселину. У подземном граду, озбиљно повређени и ослабљени Сплинтер је шокиран јер је наишао на Краља Пацова, који жели да га контролише. Али Сплинтер након неког времена открива да је он у ствари халуцинација због његових повреда коју је добио. Мајки и Дони су сишли на дно и спасили Сплинтера. |                    |                                                       |                        |                         |                     |               |           |                           |
| 100 | 22                 | TBA The Power Inside Her                              | Алан Ван               | Питер Ди Цико           | 20. новембар 2016.  | TBA           | 422       | 1.21                      |
| Донателло одлучује да уради тестове на Ејприлином кристали, али Ејприл опседа дух који се налазио у кристали, један од првих Аеона, За Нарон. Корњаче крећу у пиотрагу за Ејприл и на крају је проналазе, а Ејприл успева да се одупре За Нароновој моћи и разбија кристал. Иако више нема кристал, још увек има психичке моћи. |                    |                                                       |                        |                         |                     |               |           |                           |
| 101 | 23                 | TBA Tokka vs. the World                               | Рие Кога               | Гавин Хињајт            | 5. фебруар 2017.    | TBA           | 423       | 1.23                      |
| Тока, за коју се показало да није преживела експлозија патуљасте звезде, враћа се на Земљу и открива да њено дете (који је Рафаел усвојио и дао му име Грицко Пикасо) није на њеној планети. Одлучан да га врати, она се обрушује на Земљу; доводећи до борбе између ње и заштитне снаге Земље Корњача који се сусрећу са Ловцем, који помаже Њујоршкој специјалној војсци. Раф успева да са приближи Токи и објашњава јој да је само одвео њену бебу јер је мислио да је Тока Умрла. Дирнута овим, Тока допушта да Грицко остане на Земљи и враћа се на своју планету. |                    |                                                       |                        |                         |                     |               |           |                           |
| 102 | 24                 | TBA Tale of Tiger Claw                                | Себастијан Монтес      | Марк Хенри              | 12. фебруар 2017.   | TBA           | 424       | 1.17                      |
| Појављује се опасани женски атентатор и мутирана женска лисица, под именом Алопекс, са супер брзином. Дошла је да да би поразила свог брата, Тигрову Канџу. Корњаче, Ејприл и Кејси покушавају да се спријатељите са њом, али она мисли да они раде са њеним братом. Нажалост, Тигрова канџа је био спреман за њен долазак. Алопекс на крају поштеђује живот тигровој Канџи јер су је корњаче научиле да освета није добро. |                    |                                                       |                        |                         |                     |               |           |                           |
| 103 | 25                 | TBA Requiem                                           | Алан Ван               | Брендон Аоман           | 19. фебруар 2017.   | TBA           | 425       | 1.01                      |
| Када се Мутаген који је Супер Шредер користио стабилизовао, Супер Шредер се отарасио својих слабости и спремио да коначно уништи Сплинтера и Корњаче. Хамато Клан, Караи, Шинигами и Моћне Мутивотиње се удружују и деле у два тима, једни прате Шредерове помоћнике, а други самог Супер Шредера. На крају долази до битке измеђуСплинтера и Супер Шредера, у којој Сплинтер нажалост умире. Узнемирена, Ејприл прави снажан талас психичке енергије и баца Супер Шредера с крова на ком су се налазили право у камион са смећем. Тужне Корњаче потом носе Сплинтерово тело како би га сахранили. У последњој сцени епизоде Супер Шредерова рука излази из камиона са ђубретом, што указује на то да је он још жив. |                    |                                                       |                        |                         |                     |               |           |                           |
| 104 | 26                 | TBA Owari                                             | Рие Кога               | Брендон Аоман           | 26. фебруар 2017.   | 11. јун 2017. | 426       | 1.23                      |
| Након што је Сплинтер сахрањен на земљишту куће О'Нилових у шуми, његов дух информише Леонарда да је Супер Шредер још жив и да га треба зауставити. Корњаче, Ејприл и Кејси нападају Шредерово скровиште након што га је Караи пронашла. Они успут побеђују све његове плаћенике, чак и демутирају Бакстера Стокмена. Супер Шредер одбацује са зграде на којој су се борили све сем Леа, који га убија и доноси са собом његову маску као трофеј. Корњаче, Ејприл и Кејси се победнички враћају у Њујорк. |                    |                                                       |                        |                         |                     |               |           |                           |